# الخليج العربي
الخَلِيِجُ العَرَبِيّ هو ذراع مائية لبحر العرب يمتد من خليج عمان جنوباً حتى شط العرب شمالاً بطول 965 كيلومترا. تبلغ مساحة الخليج العربي نحو 233,100 كيلومتر، ويتراوح عرضه بين حد أقصى حوالي 370 كم إلى حد أدنى 55 كم في مضيق هرمز. والخليج العربي ضحل لا يتجاوز عمقه 90 متراً إلا في بعض الأماكن. يبلغ طول الساحل العربي على الخليج العربي 3,490 كيلومتر وهو أطول من الساحل الإيراني، إذ تملك إيران ساحلاً يبلغ طوله 2,440 كيلومتراً على الخليج العربي، وبهذا فإن الساحل العربي أطول بحوالي 1,050 كيلومتراً من الساحل الإيراني.
يفصل الخليج العربي شبه الجزيرة العربية وجنوب غرب إيران، وتطل عليه ثماني دول هي العراق والكويت والسعودية وقطر والإمارات وعُمان وإيران كما تحيط مياه الخليج العربي بدولة البحرين. يحده من الشمال والشرق إيران؛ بينما تحده من الجنوب الشرقي والجنوب كل من سلطنة عمان والإمارات العربية المتحدة، وتحده من الجنوب الغربي والغرب كل من المملكة العربية السعودية وقطر، وتقع كل من الكويت والعراق على أطرافه الشمال غربية، بينما تقع البحرين ضمن مياه الخليج الغربية شمال قطر.
والمنطقة تلعب دوراً مهماً على الصعيد العسكري، والاقتصادي، والسياسي، إذ إن العديد من ناقلات النفط تعبر من خلاله عبر الموانئ النفطية الواقعة على سواحله وذلك لأن أغلب البلدان التي تطل على سواحله هي مُصدرة للنفط، إضافة إلى ذلك فإن مياهه تضم حقولاً نفطية وغازية، وهو من أكثر الممرات المائية ازدحاماً في العالم.

## التسمية والخلاف

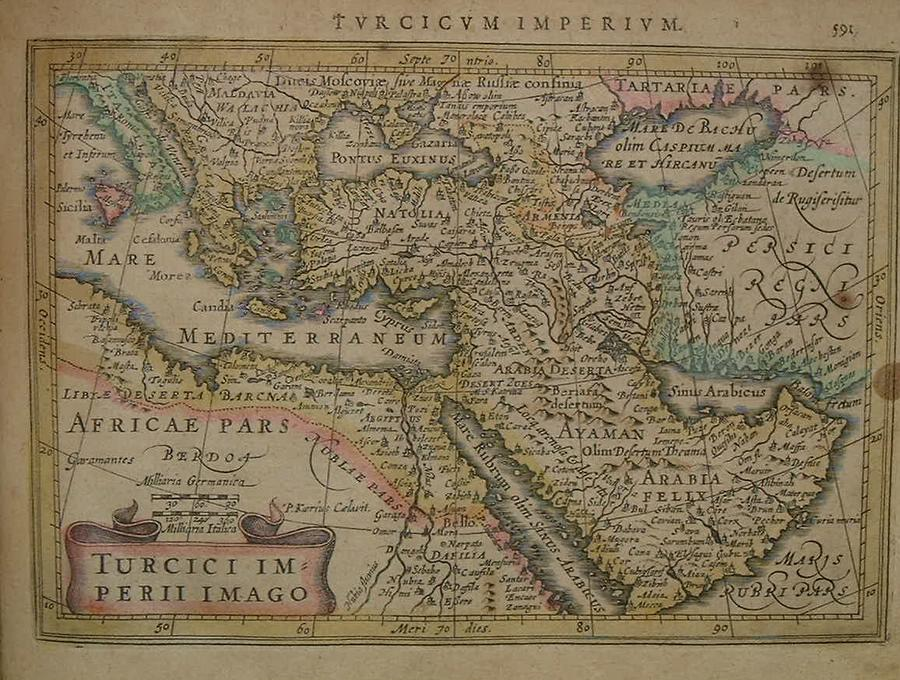
خارطة نشرت في الأطلس الصغير عام 1634 لرسامي الخرائط ميركاتور وهندويس يظهر فيها الخليج وقد كتب عليه باللاتينية اسم «sinus arabicus» أي الخليج العربي

خارطة قديمة للخليج العربي

أطُلقت على الخليج العربي أسماء عديدة عبر التاريخ كان أقدمها بحر أرض الآله إلى الألف الثانية قبل الميلاد، وعُرف لدى السومريين والأكديين بأسماء عدة منها بحر الشروق الكبير، البحر الأسفل، والنهر المر، وبحر شرق الشمس الكبير، وبحر بلاد الكلدانيين. سماه بعض الكُتاب اليونانيون والرومانيون البحر الأرثيري (الأحمر) لأنهم اعتبروه جزءاً من بحر العرب الذي اُطلق عليه الأحمر. وقد سماه المؤرخ الروماني بلينيوس الأصغر اسم الخليج العربي. وسماها بطليموس المؤرخ الإغريقي 150 ق.م بخليج ميسان على اسم مملكة ميسان العربية الواقعة في الأحواز في شمال الخليج العربي.
وعُرف أيضاً بمسمى بحر فارس وأول من أطلق هذه التسمية هو نيارخوس قائد أسطول الإسكندر الأكبر عام 325 ق.م لأنه سار بمحاذاة الساحل الفارسي ولم يدرك أن هناك ساحلاً آخر. وسماه الجغرافيون الفرس خليج العراق في القرن الرابع الهجري.
وسماه العرب والدولة العثمانية خليج البصرة وأيضاً يحمل عدة أسماء استخدمها العرب منها خليج عمان، خليج البحرين أو خليج القطيف لأن هذه المدن كانت تتخذه منطلقاً للسفن التي تبحر عبابه وتسيطر على مياهه، ويعود اسم بحر البصرة إلى فترة الفتح الإسلامي.
وانحصرت تسميته حالياً على مسميين رئيسيين هما الخليج العربي والخليج الفارسي. تستخدم تسمية الخليج العربي رسمياً من قبل دول الجامعة العربية، وجميع البلدان العربية والمنظمات العربية، كما تستخدمه الأمم المتحدة في محاضر مؤتمراتها ومراسلاتها وفي وثائقها العربية  والجمعيات الجغرافية والعربية. أما التسمية الأخرى الخليج الفارسي نسبة إلى بلاد فارس فتستخدم عالمياً.
إلى جانب هذين التسميتين يتداول مصطلح الخليج العربي - الفارسي في بعض الأوساط لتجنب الخلاف الدائر بين إيران والدول العربية، الذي تستعمله الجمعية الوطنية للجغرافيا التي تصدر مجلات ناشيونال جغرافيك، وكذلك مصطلح الخليج الإسلامي، وهناك دراسة أكاديمية دعت إلى إعادة إطلاق (خليج البصرة) على الشواطىء العراقية منه ، وتستعمل باقي دول العالم نقلاً عن المصادر الغربية تسمية الخليج الفارسي التي تخلط أحياناً مع تسمية الخليج العربي.

## الموقع
يقع الخليج العربي جنوب غرب قارة آسيا بين خط عرض 23 إلى 30 درجة شمالاً، وخط طول 48 إلى 56 درجة جنوباً، ويمتد من إيران من جهة الشرق حتى شبه الجزيرة العربية (دول الخليج العربي) غرباً، ويحده العراق شمالاً، ومضيق هُرمز وخليج عمان جنوباً. ويبلغ طوله حوالي 990 كم، ويبلغ أقصى عرض له حوالي 370 كم، ويحتل مساحة مقدارها حوالي 239 ألف كم2، وحجم مياهه يبلغ حوالي 85,00 كيلومتر3. وهو ضحل نسبيّاً حيث أن متوسط عمقه يصل إلى 36 متر فقط، ويصل طول أعمق نقطة فيه إلى حوالي 100 متر وتقع بالقرب من جزيرة هرمز. ويتصل بشمال المحيط الهندي عن طريق بحر العرب عبر مضيق هرمز البالغ عرضه حوالي 56 كم.
ولموقع الخليج العربي أهمية إستراتيجية منذ القدم فعدا كونه يتوسط العالم القديم، كان أيضاً أحد الطرق التجارية الهامة الذي تنافست الدول الاستعمارية من أجل السيطرة عليه، وحاليّاً يعد أحد أكثر الممرات المائية ازدحاماً في العالم بسبب عبور العديد من ناقلات النفط من خلاله.

## التاريخ

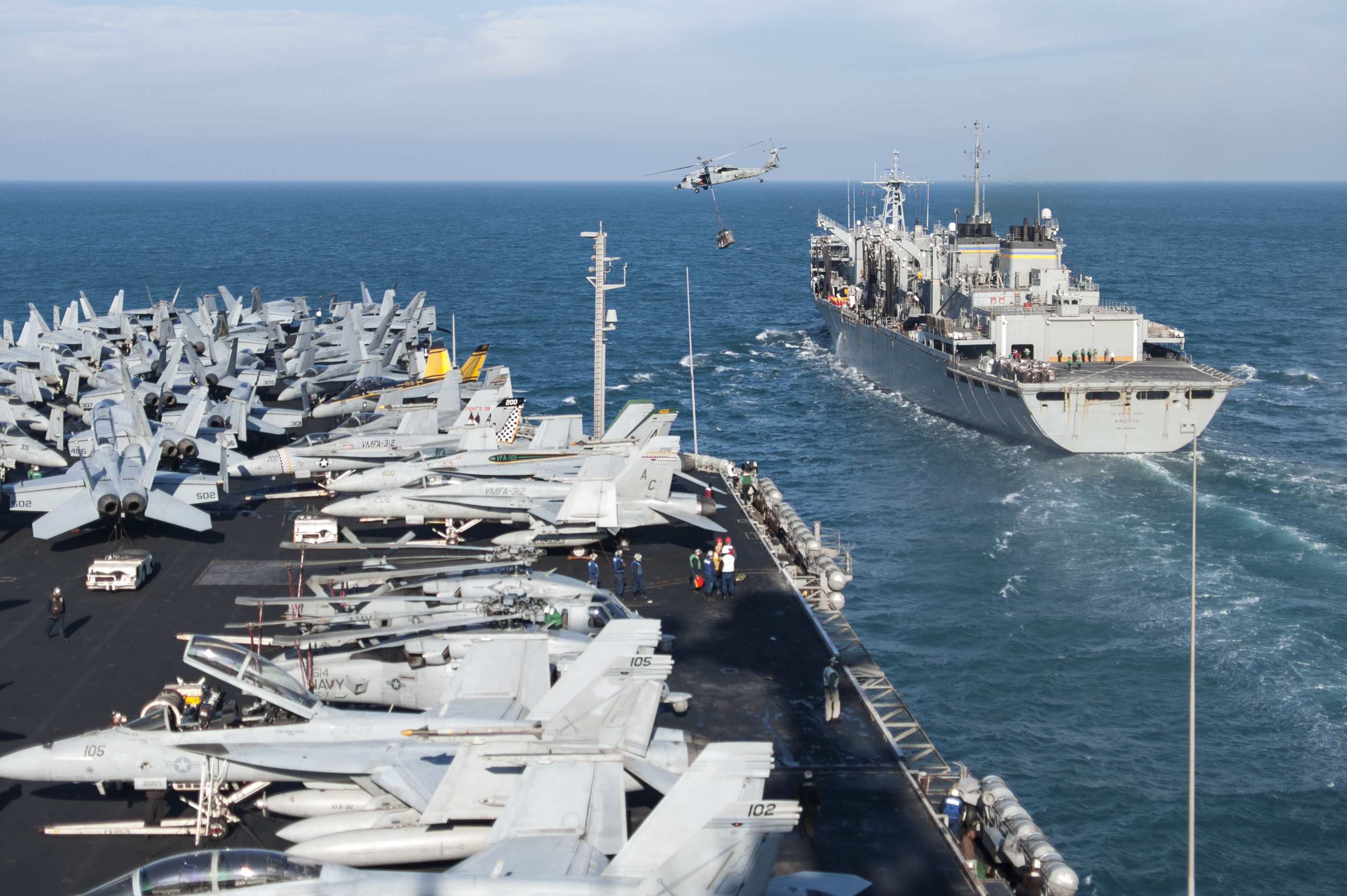
البحرية الأمريكية في مياه الخليج العربي

شكل الخليج العربي إضافة إلى البحر الأحمر ممرات مائية أساسية للتجارة ما بين الشرق والغرب لترويج الحركة التجارية والتبادلات الحضارية فيما بين الحضارات الكبرى في الشرق كالهند والصين. وكانت حضارة بلاد الرافدين، قد قامت في أقصى الشمال الغربي من الخليج العربي. وكانت منطقة الخليج العربي ملتقى الحضارات والثقافات القديمة، على مر التاريخ لأنها كانت تقع بأقصى الهلال الخصيب وهي الأرض الخضراء التي تمتد من المنطقة بأقصى شمال الخليج مشَكلّة نصف دائرة حتى شمال غرب هذه المنطقة لتمتد إلى دلتا النيل. وفي الإمارات وعُمان، عُثِر على آثار تدل على وجود مستوطنات سكانية يعود تاريخها إلى سبعة آلاف سنة. وفي هذه المستوطنات تم اكتشاف قطع متميزة من الفخار الأسود من منطقة عبيد (مادة) بالعراق، مما يدل أن التجارة عبر مناطق الخليج المختلفة كانت نشطة.

### التاريخ القديم والوسيط
تاجَر أبناء بلاد الرافدين وجيرانهم من الحضارات المختلفة عبر الخليج العربي والمحيط الهندي وبحر العرب منذ عصور قديمة، وعلى الرغم من وفرة المنتجات الزراعية في منطقة الرافدين ظلوا بحاجة للحصول على المعادن والخشب والحجارة، فانطلقوا بقواربهم عبر النهر ليصلوا لمياه الخليج بحثاً عن هذه الموارد عن طريق تجارة أكثر ربحا. ولقد ذكرت وثائق السومريين التاريخية المكتوبة التي تعود إلى ثلاثة آلاف سنة ق.م. أنهم كانوا يصلون لمنطقة منطقة ميجان (عُمان) لجلب النحاس في الجنوب الشرقي من شبه الجزيرة العربية. ومنذ ألفي عام ق.م. وبعد حضارة ميجان ورد اسم دلمون في البحرين في السجلات التاريخية بوصفها مركز تبادل تجاري بين الرافدين وميجان وملوحة؛ (اسم أطلقه الأكديون على منطقة وادي السند)، وعثر هناك على آثار تشتمل على أختام تشير إلى المنطقة التي وردت منها البضائع.
ووصل أبناء وادي الرافدين بقواربهم المجهزة ملاحيا إلى وادي السند، وكان السومريون يصنعون قواربهم من قصب (الغاب). كما أن بحارة ميجان كانوا أيضا يسيطرون على التجارة ما بين الرافدين والهند عبر الخليج في القرن الثالث ق.م. وكذلك كان أهل دلمون على ساحل الخليج والمدن القريبة من الساحل كأم النار ودلما على ساحل أبو ظبي وفيلكا في الكويت. ومما سهّل التجارة شق طريق عام 3500ق.م. يمتد من شمال الخليج لربطه بالبحر المتوسط. السلع التجارية التي كان الخليجيون قديما يتاجرون فيها، ومنها الأعشاب والتوابل واللِبان والمر والأقمشة والجواهر والأحجار الكريمة والسيراميك والساج والأرز والمعادن كالنحاس، الذي كان يجلب من ميجن.
وعرف الخليج بوصفه مصدراً أساسياً لتجارة اللؤلؤ، فقلة عمق مياه الخليج مكَنت الغواصين من الوصول إلى عمق البحر لاستخراج محاره منذ أزمان بعيدة. وفي القرن السادس ق.م. أنشأ الأخمينيون إمبراطوريتهم التي امتدت في أوجها إلى جميع أرجاء الشرق الأدنى، من وادي السند إلى ليبيا، وشمالاً حتى حدود مملكة مقدونيا القديمة. وتمكنوا من السيطرة على جميع الطرق التجارية المؤدية إلى البحر الأبيض المتوسط عبر البر والبحر؛ وقام ملوكهم بإعادة بناء الطريق من منطقة السوس في إيران إلى سارديز بالقرب من أفسس وسميرنا. وكان لاحتلال الرومان لمصر أثر كبير في منع العرب من العمل وسطاء تجاريين حيث سيطر الرومان[ ؟ ] على طرق التجارة عبر البحر الأحمر وكانوا على دراية وكفاءة عاليتين في مهارات الإبحار. كما سيطروا على الطريق البحري المؤدي إلى الهند.
ولقد استمر الاتصال بالعالم الخارجي واتسع نطاقه، ففي سنة 166م أرسل الإمبراطور الروماني ماركوس أوريليوس من مستعمرته في الخليج العربي مبعوثاً إلى الصين، وباكتشاف أسرار رياح المحيط الهندي الموسمية في القرن الأول الميلادي تابع العرب ممارسة تجارتهم. وقد شهدت القرون التالية نزاعات بين أبناء المتوسط وحضارات جنوب غرب آسيا، ومع ذلك استطاع عرب شبه الجزيرة العربية أن يظلوا حياديّين إزاء النزاع القائم، وقد استمروا بالتجارة مرسلين قوافلهم وسفنهم إلى الموانئ، والمراكز التجارية على الجانبين، ولقد ورد وصف للسفن التي كانوا يستخدمونها في كتابات الكاتب البيزنطي بروكوبيوس، قال فيه: «إن جميع القوارب التي كانت تأتي من الهند على هذا البحر لم تكن كغيرها من القوارب، إذ إنه لم يتم طليها بالقطران ولا بأية مادة أخرى، بل كان يتم ربط ألواح الخشب ببعضها بعضاً بوساطة مسامير حديدية كبيرة، تنفذ من لوح إلى آخر وكذلك يتم شد هذه الألواح بحبال لزيادة ترابطها».
ومن المحتمل أنها كانت تبنى بالطريقة نفسها منذ قرون بعيدة. ولقد عُثِر على قلادة قديمة في تل أبرق في أم القيوين في الإمارات يعود تاريخها إلى 300 ق.م ويظهر عليها رسم واضح يمثل قارباً بخلفية مربعة ومقدمة متقوسة حادة وفوقه شراع، ومن الواضح أن هذا الشراع مطابق إلى حد بعيد للشراع العربي، وتقدم هذه القلادة أقدم وصف للشراع المثلث، الذي يسمى الشراع اللاتيني.
ومع مجيء الإسلام في القرن السابع الميلادي، تغيرت ملامح الخليج العربي وكذلك المنطقة المجاورة كثيرًا، وابتداءً من هذه الحقبة أصبحت الدولة الإسلامية تسيطر على الطرق التجارية عبر الخليج العربي والبحر الأحمر، وعلى الطرق البرية عبر الأناضول. وفي منتصف القرن الثامن الميلادي اتسعت الدولة الإسلامية من جبال البيرنيه في شبه الجزيرة الأيبيرية وصولاً إلى نهر السند، وخلال سبعمائة سنة تلت انتشر الإسلام غرباً وشرقاً وأصبح المحيط الهندي البحيرة الإسلامية، ولقد سيطر التجار العرب على التجارة وعلى البضائع القادمة من الشرق وخاصة التوابل، وبقي الوضع على ما هو عليه حتى القرن الخامس عشر الميلادي، حين أبحر فاسكو دا غاما حول أفريقيا فاتحاً بذلك طريقاً تجارياً جديداً للممالك الأوروبية، ليدخل البحارة العرب في منافسة مع البحارة الأوروبيين، وباتساع نشاطاتهم التجارية أصبح البحارة العرب أكثر علماً بجغرافيا العالم، وصاروا قادرين على تقديم خرائط أكثر دقة لوصف العالم المعروف آنذاك، وكانوا ينقلون معهم في رحلاتهم الجغرافيين والرحالة، وهم بدورهم سجلوا ملاحظاتهم ووصفهم للأماكن التي قاموا بزيارتها. وفي القرن العاشر الميلادي كتب أحد الرحالة البغداديين وهو ابن حوقل واصفاً الخليج أن مياهه صافية تشف عما تحتها، وأنه يمكن للمرء أن يرى الحجارة البيضاء في القعر، ولقد ذكر كذلك أنه كان هناك الكثير من اللؤلؤ والمرجان وكذلك كان هناك الكثير من الجزر التي يقطنها الناس. ولقد قدّم جغرافي آخر، وهو المقدسي وصفاً للبحارة الذين كان يرتحل معهم حول سواحل شبه الجزيرة العربية: «كنت قد رحلت بصحبة رجال ولدوا وترعرعوا في البحر، وكان لديهم كامل المعرفة عنه وعن مراسيه وعن رياحه وجزره، ولقد أمطرتهم بعدد كبير من الأسئلة عن البحر وخصائصه الطبيعية وحدوده، ولقد رأيت لديهم أدلة بحرية يقومون بدراستها ومراجعتها، متبعين إرشاداتها بثقة وحماس».
ويصف الرحالة ابن بطوطة خطوط التجارة بين الخليج العربي والهند بقوله «أبحرنا من قلوة إلى ظفار حيث كانت الخيول الأصيلة تصدر من هناك إلى الهند، وهذا السفر استغرقنا شهراً وكان مصحوباً بريح محببة». وعن طريق عدد هائل من القوارب تبحر في المحيط الهندي كان العرب يلتقون بأقرانهم من التجار الهنود وتجار (مالي) والصين، وكانوا يتبادلون نظاماً تجارياً ثقافياً في أغلب الأحيان كان يخلو من النزاعات وبذلك تم توطيد الاتصال بين هذه الثقافات. وقد أبحر التجار العرب بشكل منتظم إلى الصين، وفي بداية القرن الخامس عشر أرسل الصينيون أساطيلهم التجارية في رحلات بحرية متعددة، شملت الخليج العربي وإفريقيا الشرقية، وقد ذكر ابن حبيب في القرن العاشر الميلادي دبا بوصفها واحداً من أهم الأسواق العربية يؤمها التجار من الهند والسند والصين، إضافة إلى أناس من الشرق والغرب.

### العصر الحديث

#### النفوذ البرتغالي
تمكّن البرتغاليون من الوصول إلى الهند بعد اكتشافهم لطريق رأس الرجاء الصالح وسرعان ما أسسوا لهم إمبراطورية في الشرق. وفي سنة 1507 تمكّن إسطول برتغالي يقوده ألفونسو دي ألبوكيرك من احتلال مسقط وصحار وخور فكان ثم هرمز التي وقّع ملكها اتفاقية الولاء للتاج البرتغالي في عام 1521 سقطت البحرين بيد البرتغاليين.
لم تكن الدولة العثمانية قد وصلت إلى الخليج العربي في ذلك الوقت إلا أنها بعد استيلائها على بغداد سنة 1534 توسعت جنوبا ثم دخلت في حرب مع البرتغاليين حيث أرسل العثمانيين أسطولا بحريا بقيادة الأدميرال بيري ريس قائد الإسطول العثماني في السويس لمحاصرة مدينة ديو في الهند سنة 1538 ردّا على الحملات البرتغالية في البحر الأحمر، ولكن فشلت الحملة العثمانية فرد البرتغاليون بمهاجمة السويس.
في عام 1550 ضم العثمانيون القطيف والتي كانت من أملاك حاكم هرمز الخاضع للبرتغاليين فجهزت البرتغال حملة لطرد العثمانيين من القطيف وتمكنوا من طرد الحامية العثمانية والاستيلاء على المدينة، ثم رد العثمانيون بإرسال حملة بحرية إلى الخليج العربية حطت في مسقط فاستولوا عليها وطردوا حاميتها البرتغالية ثم هاجموا جزيرة قشم.
في 25 أغسطس 1553 اشتبك قائد الأسطول العثماني في الخليج العربي مع الأسطول البرتغالي قرب مسقط وتمكّن البرتغاليون من أسر 6 سفن عثمانية فيما انسحب باقي الاسطول. وفي 1859 جهز العثمانيون أسطول بحري من 72 سفينة بها 1,200 جندي تركي وإنكشاري لمهاجمة البحرين تمكنت الحملة من النزول إلى البحرين ومحاصرة القلعة إلا أن تعزيزات برتغالية قد وصلت وتمكنت من فك الحصار وإجبار العثمانيين على الانسحاب.
تحالفت الدولة الصفوية مع الإنجليز لطرد البرتغاليين من هرمز وبعد الهجوم الإنجليزي الصفوي على هرمز استسلمت الحامية بالنهاية في 23 أبريل 1622. رحل البرتغاليين إلى مسقط. ومن مسقط شنّ البرتغاليون غاراتهم على السفن الإيرانية وإزعاج حامية هرمز. وفي عام 1625 عقد البرتغاليين صلحا مع الشاه عباس الأول. وفي عام 1834 عقد الإنجليز هدنة مع البرتغاليين ثم عقدوا اتفاقية صلح عام 1836.
في عام 1643 طرد إمام عمان ناصر بن مرشد اليعربي البرتغاليين من صحار وكان قد أخرجهم قبلها من رأس الخيمة. ثم ما لبث أن استولى العمانيون على مسقط في يناير 1650 بعد أن استسلمت حاميتها البرتغالية.

## الجغرافيا

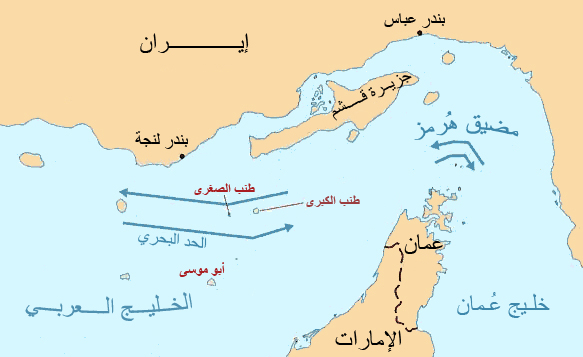
مضيق هرمز الذي يصل الخليج العربي بخليج عمان.

تتميز السواحل الغربية للخليج العربي بكونها مناطق سهلية باستثناء منطقة قاعدة شبه جزيرة قطر وأقصى جنوب مضيق هرمز، حيث تتشكل شبه جزيرة مسندم، ويتكون معظم الشاطئ العربي من شواطئ رملية، مع العديد من الجزر الساحلية الصغيرة التي يضم بعضها البحيرات داخلية.
بينما يختلف الساحل الشرقي في بتركيبته الجبلية، مع وجود كثيف للمنحدرات؛ وفي حالة وجود الشواطئ فهي ضيقة جدا لا تشكل إلا شقا ساحليا رفيعا في حالة تواجدها وتكبر قليلا لدى مصادفتها مصبات الأنهار الصغيرة على حدود الخليج العربي. السهل الساحلي يتوسع شمالا في منطقة بوشهر ضمن إيران، ليتحد بعد ذلك مع سهول دلتا أنهار دجلة والفرات ونهر كارون الواسعة.
تعد مياه الخليج العربي غير عميقة نسبياً، إذ يبلغ أقصى عمق فيها 360 قدماً. فمياهه لا يرتفع بها الموج، وبالرغم من ارتفاع درجة حرارته وارتفاع نسبة الرطوبة في مناخه، فنادراً ما يتعرض لعواصف أو دوامات هوائية، ولذلك فهو يوفر بيئة بحرية ملائمة للملاحة البحرية.
مياه الخليج العربي ضحلة، ونادراً ما تتجاوز عمق 90م (حوالي 300 قدم)، قد تصل في مناطق قليلة جدا إلى أعماق تزيد على 110 أمتار (360 قدم) وذلك في مدخله وفي الأماكن المعزولة في الجزء الجنوبي الشرقي. الخليج العربي غير متماثل بصورة ملحوظة، سواء من ناحية الشكل أو من ناحية العمق، حيث أعمق المياه تقع على طول الساحل الإيراني ومعظم مناطقة يبلغ عمقها ما يقارب 35م (120 قدم)، يوجد العديد من الجزر به وهي بمعظمها قبب ملحية وتراكمات من المرجان وحطام الهياكل العظمية للحيوانات البحرية الدقيقة.

## الجزر
يحوي الخليج العربي على أكثر من 130 جزيرة أكبرها جزيرة قشم الإيرانية التي يستوطنها عرب إيران ثم جزيرة بوبيان الكويتية وتبلغ مساحتها 863 كم2، ثم تأتي بعدها جزيرة البحرين وتبلغ 620 كم2.

## المدن المحيطة
هذه قائمة كبرى المدن المطلة على الخليج العربي، وهي مرتبة حسب السكان:
| الترتيب  | المدينة      | السكان     |
| -------- | ------------ | ---------- |
| 1        | دبي          | 3,297,980  |
| 2        | مدينة الكويت | 3,000,000  |
| 3        | الدوحة       | 2,382,000  |
| 4        | أبو ظبي      | 1,807,000  |
| 5        | الشارقة      | 1,274,749  |
| 6        | الدمام       | 1,252,523  |
| 7        | المنامة      | 635,000    |
| 8        | بندر عباس    | 526,648    |
| 9        | الجبيل       | 392,948    |
| 10       | عجمان        | 226,172    |
| 11       | بوشهر        | 223,504    |
| 12       | المحرق       | 176,583    |
| 13       | معشور        | 162,797    |
| 14       | رأس الخيمة   | 115,949    |
| الإجمالي | الإجمالي     | 15,473,853 |

### معرض صور أكبر المدن
- أبوظبي، الإمارات العربية المتحدة
- الدمام، السعودية
- الدوحة، قطر
- دبي، الإمارات العربية المتحدة
- الخبر، السعودية
- مدينة الكويت، الكويت
- المنامة، البحرين
- بندر عباس، إيران
- فندق داريوش جراند في جزيرة كيش، إيران

## الموارد
يمثل الخليج العربي مورداً هاماً للمدن الساحلية على ضفتيه حيث كان يستخرج اللؤلؤ منه ويصدر إلى الهند ثم تجلب منها بحرا البضائع التجارية، حالياً بالإضافة إلى الثروة السمكية توجد أبار وحقول نفطية وغازية تتقاسمها الدول المطلة عليه فيما عدا العراق.

## المناخ
مناخ الخليج العربي غير مريح، فدرجات حرارته مرتفعة، على الرغم أن الشتاء قد يكون بارداً جداً في أقصى الشمال الغربي من أطرافه. وهطول الأمطار نادر نسبياً، حيث يحدث بشكل زخات قوية بين شهري نوفمبر وأبريل وهي أكثف في الإتجاه الشمالي، وله رطوبة عالية، ويظهر القليل من السحاب في الشتاء ويندر في الصيف. وفي القسم الغربي من الخليج، مناخه شبه استوائي، مداري، دافئ صيفاً، ومعتدل شتاءً. وتتراوح درجة الحرارة بين 10 درجات مئوية شتاءً وأكثر من 35 درجة مئوية صيفاً. ويمكن لملوحته أن تصل إلى 70 جزء في الألف.
العواصف الرعدية والضباب نادر، ولكن العواصف الترابية (الطوز) تحدث كثيراً في فصل الصيف، تهب الريح في الغالب من الشمال والشمال الغربي خلال فصل الصيف، ونادراً ما تكون قوية والأندر حصول العواصف صيفاً، العواصف وهطول الأمطار الشديد شائع في الخريف، وسرعة الرياح وقتها قد تصل أحياناً إلى 150 كم (95م) في الساعة في أقل من 5 دقائق. التسخين القوي وارتفاع حرارة الأراضي المحاذية للسواحل تؤدي إلى نسيم بر وبحر قوي جداً في الصباح وبعد ذلك في فترة بعد الظهر والمساء.

## الحياة البحرية

### تركيب كيميائي
الخليج العربي بمعظم مسطحه لا يتلقى سوى رواسب بسيطة من الأنهار على الجانب الشرقي بينما يضخ في جزئه الشمال غربي كميات هائلة من الطمي من أنهار دجلة والفرات ونهر كارون، ويصل تدفق هذه الأنهار ذروته في الربيع وأوائل الصيف، عند ذوبان الثلوج في الجبال؛ منتجا كوارث فيضانية أحيانا في منطقة شط العرب.
يوجد بعض الجداول والأنهار على الساحل الإيراني جنوب بوشهر، ولكن في المقابل لا وجود لأي تدفقات مياه عذبة من جهة شبه الجزيرة العربية، والتي بدورها تمد الخليج بكميات ضخمة من الغبار، والرمل (الكوارتز)، وذلك بسبب الرياح الشمالية الغربية السائدة في المناطق الصحراويه المحيطة.
العديد من العمليات البيولوجية، الكيمياء حيوية، والكيميائية تؤدي إلى إنتاج قدر كبير من كربونات الكالسيوم على شكل حطام عظمي هيكلي وغرامة الطين (طين دقيق) والتي بدورها تختلط مع الرواسب التي تأتي من البر. قاع المناطق الأعمق المتاخمة للساحل الإيراني ومحيط دلتا دجلة والفرات مبطنة بطين رمادي أخضر غني جدا بكربونات الكالسيوم. بينما القاع الضحل في المناطق إلى الجنوب الغربي مغطى برمال ذات لون أبيض أو رمادي وغرامة طين الكربونات. تحول القاع في كثير من المناطق إلى صخر بسبب ترسب كربونات الكالسيوم القادم مع المياه الحارة المالحة، معظم هذه الرواسب تشكل عاملاً رئيسياً بتكوين الجزر الساحلية.

### الملوحة
ترتفع معدلات الملوحة في الخليج العربي نظراً لقلّة المياه العذبة المتدفقة إليه وهي في معظمها من أنهار دجلة والفرات وكارون إضافة لقلة الأمطار وارتفاع معدلات التبخر نتيجة لدرجات الحرارة العالمية حيث تبلغ درجة حرارة المياه السطحية ما بين 24 إلى 32 درجة مئوية (75 إلى 90 فهرنهايت) في مضيق هرمز، بينما تصل إلى مدى بين 16 إلى 32 درجة مئوية (60 إلى 90 فهرنهايت) في أقصى الشمال الغربي، درجات الحرارة المرتفعة هذه وانخفاض تدفق المياه العذبة تؤدي إلى زيادة معدل التبخر في المياه؛ أي معدلات تملح عالية، تتراوح بين 37 إلى 38 جزء في الألف في مدخل الخليج إلى ما يقدر بحوالي 38 إلى 41 جزء في الألف في أقصى الشمال الغربي. حرارة أعلى ومعدلات تملح أضخم أكبر يمكن ملاحظتها في منطقة الخلجان الداخلية على الشاطئ العربي.

## حركة البحر
يختلف معدل المد والجزر إلى نحو 1,2 إلى 1,5 متر (4 إلى 5 أقدام) في المنطقة المحيطة بشبه جزيرة قطر ويرتفع المعدل إلى 3,0 إلى 3,4 متر (10 إلى 11 أقدام) في الشمال الغربي وإلى 2,7 إلى 3,0 متر (9 إلى 10 أقدام) في أقصى الجنوب الشرقي. عندما تكون الرياح قوية على الشاطئ، ولا سيما في جنوب الخليج، يمكن لمستوى المياه الساحلية أن يرتفع بمقدار يصل إلى 2.4 متر (8 أقدام)، مما يتسبب في فيضانات واسعة ضمن السبخات المنخفضة. تيارات المد والجزر قوية عند مدخل الخليج، بسرعة قد تصل إلى 8 كم (5 أميال) / ساعة. وباستثناء المناطق بين الجزر أو في مصبات الأنهار ومداخل البحيرات الشاطئية، يندر أن تتجاوز 3 كم للساعة الواحدة (واحد إلى 2 ميل/ساعة). في بعض الأوقات قد تؤثر الرياح على التيارات المحلية مما يؤدي إلى عكس اتجاهها.
نادراً ما يتجاوز ارتفاع الموج الثلاث أمتار (10 أقدام) كأقصى ارتفاع في جنوب الخليج. ارتفاع المستوى العام بسبب المحيط الهندي لا يظهر إلا في المياه عند مدخل الخليج؛ عندما يحدث تعارض مع اتجاه الريح وينتج عن ذلك اضطرابات ودوّامات مائية.
نمط حركة المياه العام في الخليج هو الحركة بعكس عقرب الساعة ويتميز بحركة ذات طابع رأسي، فالمياه السطحية، وعند دخولها من المحيط الهندي، تخضع للتبخر، وبالتالي تصبح أكثر كثافة وتغرق ضمن جسم الخليج لتخرج، عند عودتها من الدوران في الخليج، من مضيق هرمز إلى المحيط الهندي كتيارات ماء عميقة أسفل تيارات الماء السطحية التي تدخل جسم الخليج.

## التلوث

### التلوث النفطي
بعد حرب الخليج الأولى والثانية أصبحت مياه الخليج العربي لا سيما المياه الأقليمية الكويتية منطقة كارثة بيئية، فالمنطقة عمومًا، تعاني من تدهور خطير في نوعية الهواء، الموارد البحرية، والتربة. فخلال الحرب، سكبت بحيرات ضخمة من النفط ضمن رمال الصحراء، وملايين اللترات من النفط تدفقت إلى الخليج، هذه المادة التي تهدد كلّاً من الحياة البرية والبحرية ومناطق مصائد الأسماك. آبار النفط التي أشعل بها النيران أدت إلى صنع غيمة من السناج الذي غطى معظم المنطقة مما أدى أضرار بيئية قد لا يمكن إصلاحها.
أكبر كمية انسكاب نفطي كان نتيجة للحرب. فخلال الاجتياح العراقي للكويت عام 1991، قامت القوات العراقية بتدمير ثماني ناقلات النفط كما دمرت العديد من محطات النفط على الشاطئ في الكويت. تم سكب أكثر من 910 مليون لتر (240 مليون غالون) في الخليج (و هو رقم قياسي للمنطقة). عمومًا غرق حوالي 80 سفينة إلى قاع الخليج أثناء حرب الخليج، هذه السفن حملت الكثير من النفط والذخائر. البقع النفطية تُظهر أسوأ تأثيراتها عند وصولها إلى الخط الساحلي.
فالنفط في منطقة المياه الساحلية يقتل الحياة التي تعيش ضمن منطقة المد الجزر ويؤذي الطيور والثدييات البحرية عن طريق التسبب في إفقاد الريش والفراء ممانعتها وعزلها الطبيعي للماء، وهو ما يؤدي إلى غرق الحيوانات بسبب وزن الماء الذي حمله الريش أو يموت بسبب البرد بسبب انخفاض حرارة أجسامها بسبب وصول الماء إلى الجلد متخطياً الفراء أو الريش. وبالإضافة إلى ذلك، يمكن لهذه الحيوانات أن تمرض أو تتسمم عندما تلتهم النفط وهي تنظف ريشها من النفط.

### تقلب درجة الحرارة
التغيرات البسيطة في درجات الحرارة المياه يمكن أن تدفع الأسماك وغيرها من الأنواع التي كانت تعيش ضمن منطقة إلى مغادرتها، واجتذاب أنواع الأخرى. التلوث الحراري يمكن أن يسرع العمليات البيولوجية في النباتات والحيوانات وبالتالي يتم استنزاف مستويات الأوكسجين في الماء وبالتالي موت الحياة ضمن المنطقة بسبب نقص الأكسجين. في عام 1999 يقدر موت ما بين 400 إلى 500 طن خارج من السمك في الخليج، وهي مشكلة تعود إلى نقص الأكسجين في المياه ونمو العوالق النباتية.

### تلوث المياه
قدمت الأبحاث في جامعة برادفورد، الفرصة لإيران بالمطالبة بما يقارب 130 مليون دولار أمريكي الخليج بدلاً للأضرار التي حدثت عام 1991 لمصائد الأسماك والثروة السمكية والأحياء البحرية لديها. إذ قام قسم الجغرافيا وعلوم البيئة في الجامعة بإجراء اختبارات على أكثر من 240 عينة من النفط، والرواسب والحياة البحرية، وتم مطابقة النفط الخام من الكويت مع بقايا النفط في الأسماك وغيرها من الأحياء البحرية.

## وصلات خارجية
- مكتبة قطر الرقمية (بالإنجليزية)
- موسوعة إيرانيكا (بالإنجليزية)